# Виашу (Мехединци)
Виашу (рум. Viașu) насеље је у Румунији у округу Мехединци у општини Патулеле. Oпштина се налази на надморској висини од 94 m.

## Становништво
Према подацима из 2002. године у насељу је живело 605 становника, од којих су сви румунске националности.